# Charlotte (anime)
Charlotte (シャーロット Shārotto?) es una serie de televisión de anime japonesa de 2015 producida por P.A.Works y Aniplex y dirigida por Yoshiyuki Asai. El anime se emitió 13 episodios en Japón entre el 5 de julio y el 27 de septiembre de 2015. En marzo de 2016 se lanzó un episodio de animación en video original. Dos series de manga fueron serializadas en la revista de manga Dengeki G's Comic de ASCII Media Works. La historia se desarrolla en una realidad alternativa donde un pequeño porcentaje de niños manifiestan habilidades sobrehumanas al llegar a la pubertad. La atención se centra en Yuu Otosaka, un chico de secundaria que despierta la capacidad de poseer temporalmente a otros, lo que llama la atención de Nao Tomori, la presidente del consejo estudiantil de una escuela fundada como refugio para niños con tales habilidades.
La historia fue concebida originalmente por Jun Maeda, quien también escribió el guion y compuso parte de la música, con el diseño de personajes original de Na-Ga. Tanto Maeda como Na-Ga son de la marca de novelas visuales Key, y Charlotte es la segunda serie de anime original creada por Key siguiendo a Angel Beats! en 2010. Maeda había ideado el concepto de Charlotte mucho antes de que se le acercara a principios de 2012 para trabajar en otra serie de anime después de Angel Beats!. Maeda redujo el número de personajes principales en comparación con su trabajo anterior e intentó poner más énfasis en su comportamiento. En lugar de emplear al mismo personal que había empleado en su anterior trabajo, el objetivo de Charlotte era reunir un personal que agregara una nueva variedad al proceso creativo para evitar ser influenciado por el trabajo realizado en Angel Beats!.
Charlotte fue elogiada por su imprevisibilidad y momentos evocadores, pero su ritmo y estructura han sido criticados como ineficientes. Se ha descrito como accesible para una amplia audiencia y por desafiar el estereotipo del "anime moe". Aunque los elementos cómicos se han calificado de tontos y cursis, en general han sido elogiados por ofrecer cierto alivio a los momentos serios, que un crítico comparó con un limpiador de paladar. La producción de P.A.Works fue elogiada por sus hermosas secuencias de animación y su expresiva cinematografía.

## Argumento
Charlotte tiene lugar en una realidad alternativa donde un cometa de período corto llamado Charlotte pasa cerca de la Tierra una vez cada 75 años. Mientras esto sucede, esparce polvo sobre la Tierra, lo que provoca que un pequeño porcentaje de chicos preadolescentes que inhalan el polvo manifiesten habilidades sobrehumanas al llegar a la pubertad. En Japón, la historia sigue al protagonista Yuu Otosaka, un chico que despierta la capacidad de poseer temporalmente a otra persona durante cinco segundos. Aunque espera usar su habilidad para vivir de manera fraudulenta una vida sin preocupaciones en la escuela secundaria, Nao Tomori, una chica que puede hacerse invisible para un objetivo específico, lo expone inesperadamente. Ella lo obliga a transferirse a la Academia Hoshinoumi (星ノ海学園 Hoshinoumi Gakuen?) y unirse a su consejo estudiantil, del cual ella es la presidenta. También en el consejo estudiantil está Jōjirō Takajō, un chico que puede moverse a velocidades incontrolablemente altas. El principal objetivo del consejo de estudiantes es garantizar la seguridad de los usuarios de habilidades de las organizaciones que buscan explotar sus poderes. Al hacerlo, el consejo estudiantil advierte a los usuarios de habilidades del peligro potencial de usar sus habilidades abiertamente. Esto lleva al consejo estudiantil a Yusa Nishimori, una cantante pop que tiene la capacidad de canalizar los espíritus de los muertos como médium. La hermana mayor muerta de Yusa, Misa, con frecuencia hace uso de esta habilidad para poseerla libremente en cualquier momento, lo que le permite a Misa usar su propia habilidad, la piroquinesis. Nao pronto se encarga de que Yusa se transfiera a la Academia Hoshinoumi y se una al consejo estudiantil.
La hermana menor de Yuu, Ayumi, despierta inesperadamente la habilidad de hacer que cualquier cosa a su alrededor colapse repentinamente, lo que resulta en su muerte. Yuu cae en una profunda depresión como resultado y se aísla, pero Nao logra sacarlo de su depresión y lo hace regresar al consejo estudiantil. Mientras asistía a un concierto de la banda de post-rock Zhiend con Nao, Yuu recuerda recuerdos previamente reprimidos de su hermano mayor Shunsuke, quien tiene la habilidad de viajar en el tiempo. Shunsuke había utilizado esta capacidad para establecer la Academia Hoshinoumi y una organización afiliada que intentaba desarrollar una vacuna para evitar que los niños desarrollaran habilidades antes de que se manifestaran, pero su uso repetido lo ha dejado ciego. Yuu aprende que la verdadera naturaleza de su habilidad le permite robar la habilidad de otra persona al poseerla. Yuu toma la habilidad de Shunsuke para retroceder en el tiempo y finalmente prevenir la muerte de Ayumi al robar su habilidad de colapso antes de que pueda usarla.
Un grupo terrorista logra secuestrar a Nao y Kumagami, uno de los amigos y ayudantes más cercanos de Shunsuke, y los retiene como rehenes a cambio de Yuu, quien intenta rescatarlos. Sin embargo, la operación no sale según lo planeado, lo que resulta en la muerte de Kumagami y Yuu resulta gravemente herido. Después de que Yuu se recupera, decide proteger a todos los usuarios de habilidades en todo el mundo robando sus habilidades según la sugerencia de Nao. Mientras Yuu viaja por el mundo robando habilidades, cuanto más poderes adquiere pronto le pasa factura a medida que comienza a perder sus recuerdos y sentido de sí mismo. Sin embargo, todavía se las arregla para robar las habilidades de todos en todo el mundo antes de colapsar. Shunsuke rescata a Yuu y lo lleva de regreso a Japón entre amigos y familiares. Yuu se queda sin recuerdos del pasado, pero Nao le dice que ella es su novia. Yuu y sus amigos esperan con ansias los recuerdos que crearán a partir de ahora mientras Yuu continúa recuperándose de su terrible experiencia.

## Personajes

### Principales
Yuu Otosaka (乙坂 有宇 Otosaka Yuu?)
Seiyū: Kōki Uchiyama
Es el protagonista masculino. Al inicio es un estudiante de primer año de la academia Hinomori pero luego de ser descubierto por Nao, queda obligado a cambiarse a la academia Hoshi-no-umi. Al inicio se presenta como alguien totalmente egoísta, calculador y sobre todo muy tramposo, cosa que se acentúa cuando un día se da cuenta de su habilidad, y es que puede poseer a alguien por 5 segundos aunque se desmaya, por lo que se aprovecha de eso para llegar a ser el "mejor estudiante" e incluso atraer a muchas chicas, sin embargo el día que conoce a Nao y Jojiro todo eso se acaba. Su verdadera habilidad es de robar las habilidades de los demás, el no se da cuenta de esa habilidad hasta que se lo dice su hermano mayor, Shunsuke. El mata sin querer a Kumagami con su habilidad de Derrumbe, en ese mismo incidente pierde un ojo. Sintiéndose triste por la muerte de Kumagami, Le pregunta a Nao que debería hacer, ella le aconseja que robe todas las habilidades de las personas de todo el mundo, pero eso podría poner su vida en riesgo. Después de pensarlo el decide seguir el consejo de Nao. Antes de irse le confiesa a Nao que la ama, ellos se prometen que si el regresa, se convertirían en novios. En su viaje por robar las habilidades de las personas, pierde sus recuerdos. Después de robar las habilidades de todos, vuelve, pero olvida sus recuerdos con Nao. Nao le dice que es su novia y terminan juntos.
Nao Tomori (友利 奈緒 Tomori Nao?)
Seiyū: Ayane Sakura
Es la protagonista femenina, estudiante de primer año y presidente del consejo estudiantil de la academia Hoshinoumi, ella junto a Jojiro se encargan de buscar a todas las personas que han desarrollado habilidades, incluyendo a Yuu quien después de vigilarlo y colocarle una trampa, lo obligan a cambiarse de academia. A pesar de ser la presidenta del consejo estudiantil, la verdad es que no se lleva bien con casi nadie, de hecho no tiene ninguna amiga y más bien la desprecian, aunque ella no le da mayor importancia a eso debido a que no le gusta confiar en casi nadie, además de poseer poca paciencia y un temperamento peculiar, aunque detrás de eso esconde un corazón genuinamente amable. Tiene la costumbre de pasarse casi todo el día grabando con su videograbadora.   
Jōjirō Takajō (高城 丈士朗 Takajō Jōjirō?)
Seiyū: Takahiro Mizushima
Estudiante de primer año y miembro del consejo estudiantil de la academia Hinomori, también encargado desde el inicio de buscar a aquellos con habilidades, siendo Yuu uno de sus objetivos. Él es un gran fan enamorado de Yusa aunque le tiene algo de miedo a su hermana Misa, pero de un modo u otro logran llevarse bien. Él es bastante alegre y a veces parece muy relajado pero siempre está pendiente de todos, de hecho no le importa salir lastimado si es por ayudar a sus amigos (aunque sea por tonterías), por ello es bastante cercano a Yuu y Nao a pesar de sus peculiares formas de ser. Debido a su habilidad tuvo que fortalecer bastante su cuerpo, incluso tiene que usar protección bajo su uniforme para poder disminuir un poco el daño, sin embargo en más de una ocasión debe ser hospitalizado. 
Misa Kurobane (黒羽 美砂 Kurobane Misa?)
Seiyū: Maaya Uchida
Es la hermana mayor de Yusa aunque está muerta desde hace 6 meses antes de la historia, sin embargo gracias a la habilidad de su hermana puede seguir presente, y actuar a su voluntad cuando ella lo desee. Cuando ella toma el cuerpo de su hermana, Yusa cambia sus ojos a rojo intenso y su cabello también cambia, por supuesto su personalidad brusca, competitiva y tosca sale a la luz, para males y miedos de Jōjirō, aunque de un modo u otro se las logra llevar bien con todos, por lo que también ayuda al consejo estudiantil con su habilidad. A pesar de que le molesta el hecho de estar muerta, lo acepta y respeta en mayor medida de no usar el cuerpo de Yusa para hacer las cosas que haría en vida, por lo que decide abandonar todo contacto que tenía mientras estaba viva. 
Yusa Nishimori (西森 柚咲 Nishimori Yusa?)
Seiyū: Maaya Uchida
Es una Idol de la banda How Low-Hello, quien más tarde se une a la academia Hinomori como una estudiante de primer año y miembro del consejo estudiantil. Ella es bastante inocente y amable con todos, de hecho resuelve cualquier clase de dilemas con sus “hechizos” que son canciones cortas de sus programas de televisión. No está del todo enterada de que posee una habilidad, de hecho ella cree que sufre alguna especie de narcolepsia, debido a que cuando el espíritu de su hermana usa su cuerpo pierde su consciencia y cree que lo sucedido es un sueño, no obstante sabe de la existencia de las habilidades y ayuda al consejo estudiantil. Ella tiene muchos amigos debido a su forma de ser, eso incluye a Nao, Yuu y Jōjirō. 
Ayumi Otosaka (乙坂 歩未 Otosaka Ayumi?)
Seiyū: Momo Asakura
Es la hermana menor de Yuu y Shunsuke, es bastante alegre, enérgica, y muy positiva. Ella siempre se está preocupando e intentando cuidar a su hermano Yuu, teniendo que cuidar de la casa sola cuando él está en sus asuntos. Tiene la tendencia de usar en todas las comidas salsa de pizza, cosa que tiene en desesperación a su hermano pero que la sigue complaciendo, también es una gran fan de Yusa, tanto que cuando la ve en sus videos tiene hemorragias nasales. También desarrolla una habilidad sin enterarse mientras se sentía enferma, pero lamentablemente usa su habilidad derrumbe cuando estaba siendo amenazada por una compañera celosa con un cutter, derrumbando la mitad de la escuela y muriendo en ese momento, dejando a su hermano en una gran depresión por no poder haber hecho algo. Sin embargo gracias a que Yuu usa la habilidad de salto en el tiempo, logra robarle su habilidad derrumbe y defenderla del ataque de su compañera, evitando su muerte y modificándose el futuro.

### Otros
Shunsuke Otosaka (乙坂 隼翼 Otosaka Shunsuke?)
Seiyū: Daisuke Ono
Hermano mayor de Yuu y Ayumi, es bastante calmado, alegre aunque bastante calculador, gran amigo de Kumagami, fundador de la academia Hoshinoumi y protector de todos aquellos con habilidades. Es un personaje clave por su habilidad. Inicialmente él, sus hermanos y muchos de sus amigos fueron capturados por los científicos, por lo que vivían bajo constantes experimentos, aunque a él lo mantenían en un cuarto totalmente inmovilizado con sus ojos tapados, y gracias al plan de Yuu y Kumagami, logran liberarlo para que usara su habilidad de salto temporal y modificara el futuro, sin embargo tuvo que usarla muchas veces porque siempre fracasaban. Sabía que se quedaría ciego en su último uso por lo que decidió preparar algo realmente grande con sus amigos para poder protegerlos a todos, resultando exitoso por lo menos hasta cierto punto. 
Kumagami
Seiyū: Eiji Takemoto
Al inicio se presenta como un estudiante misterioso que ayuda al consejo estudiantil de Hoshinoumi, usando su habilidad y dando información del objetivo, siempre apareciendo totalmente mojado con la excusa de que así funcionaban sus poderes, pero en realidad lo hacía para esconder su identidad. En un inicio él también fue atrapado por los científicos, aunque aprovechando que nadie conocía la verdadera habilidad de Yuu, le indica a este a quienes debía robarle sus habilidades para poder liberar a Shunsuke, y que este los salvará, resultando exitoso el plan.  Tras el primer salto temporal, Shunsuke siempre lo buscaba primero tanto por su habilidad como por ser su gran amigo, reuniendo al equipo e intentando dar sus mejores ideas, aunque la mayoría terminaron en fracaso. 
Shichino
Seiyū: Kengo Kawanishi
Es un personaje con una personalidad tosca, trabaja para Shunsuke y también había sido capturado por los investigadores, ayuda a Yuu en su plan de liberar a Shunsuke, salvándole y dándole sus poderes. Al parecer no le agrada para nada Yuu, y menos aun cuando se entera de que por usar la habilidad derrumbe,  muere su amigo Kumagami.
Medoki
Seiyū: Asami Seto
Es una personaje tímida, pero servicial. Trabaja con Shunsuke y también ha sido capturada por los científicos. su habilidad es muy útil a la hora de deshabilitar enemigos sin dañarlos. Su poder parece complementarse con el de Maedomari, ya que podrían Desmayar y luego Eliminar los recuerdos de la persona objetivo, como cuando Shunsuke quiso salir de las vidas de Yū y Ayumi.
Maedomari
Seiyū: Natsuki Hanae
Es uno de los personajes que trabaja directamente con Shunsuke, además que inicialmente también había sido capturado por los científicos. Él es quien le borra los recuerdos a Yuu y a Ayumi por petición de Shunsuke, para que no se preocuparan por él.

## Media

### Manga
Un manga yonkoma, ilustrado por Haruka Komowata y titulado Charlotte The 4-koma: Seishun o Kakenukero! (Charlotte The ４コマ せーしゅんを駆け抜けろ!?), fue serializado de la edición de mayo de 2015 de Dengeki G's Comic de ASCII Media Works vendido el 30 de marzo de 2015 a la edición de mayo de 2017 vendida el 30 de marzo de 2017. Tres Los volúmenes tankōbon de Charlotte The 4-koma se lanzaron entre el 26 de septiembre de 2015 y el 27 de mayo de 2017. Un segundo manga, ilustrado por Makoto Ikezawa y Yū Tsurusaki, titulado Charlotte se serializó a partir de la edición de septiembre de 2015 de Dengeki G's Comic vendida el 30 de julio de 2015 hasta la edición de febrero de 2019 vendida el 27 de diciembre de 2018. Charlotte también está disponible en el sitio web ComicWalker de Kadokawa Corporation. Se lanzaron seis volúmenes tankōbon para esta serie entre el 27 de agosto de 2015 y el 26 de enero de 2019.

### Anime
La serie de televisión de anime Charlotte de 13 episodios está dirigida por Yoshiyuki Asai y producida por el estudio P.A.Works y Aniplex. La serie se emitió en Japón entre el 5 de julio y el 27 de septiembre de 2015. El guion está escrito por Jun Maeda, quien originalmente concibió la serie. Los animadores principales son Noboru Sugimitsu y Kanami Sekiguchi, y Sekiguchi basó el diseño de personajes utilizado en el anime en los diseños originales de Na-Ga. La dirección de sonido y música está a cargo de Satoki Iida. La serie se publicó en siete volúmenes recopilatorios de Blu-ray / DVD entre el 23 de septiembre de 2015 y el 30 de marzo de 2016 en ediciones limitadas y regulares. El séptimo volumen presentó un episodio de animación de video original. Tres CD drama, escritos por Maeda e interpretados por el elenco del anime, fueron lanzados con el primer, tercer y quinto volumen. En Norteamérica, la serie tiene la licencia de Aniplex of America, quien la emitió simultáneamente en Aniplex Channel, Crunchyroll, Hulu, Daisuki, Viewster y Animax Asia. La serie fue obtenida por Madman Entertainment para distribuirla digitalmente en Australia y Nueva Zelanda, quienes la transmitieron simultáneamente en AnimeLab.
La música del anime está compuesta por Maeda, Hikarishuyo y el grupo Anant-Garde Eyes, quienes también proporcionaron el arreglo musical. La música se publicó en el sello discográfico de Key, Key Sounds Label. El sencillo "Bravely You / Yakeochinai Tsubasa" (灼け落ちない翼?) fue lanzado el 26 de agosto de 2015 en ediciones limitadas (CD+DVD) y regulares (CD); el DVD de la edición limitada contiene los videos de apertura y final sin los créditos. Hay dos bandas en la historia: How-Low-Hello con voces de Maaya Uchida y Zhiend con voces de Marina. Un sencillo y un álbum fueron lanzados para ambas bandas en 2015. El sencillo de How-Low-Hello "Rakuen Made/Hatsunetsu Days" (楽園まで/ 発熱デイズ?) fue lanzado el 2 de septiembre, y el álbum de la banda Smells Like Tea, Espresso fue lanzado el 30 de septiembre. El sencillo "Trigger" de Zhiend fue lanzado el 9 de septiembre, y el álbum de la banda Echo fue lanzado el 14 de octubre como un juego de dos CD con letras en inglés y japonés. La banda sonora original del anime fue lanzada el 4 de noviembre de 2015 como un conjunto de dos CD.
Un programa de radio por Internet para promover la serie titulada Charlotte Radio: Tomori Nao no Seitokai Katsudō Nikki (Charlotteラジオ 〜友利奈緒の生徒会活動日誌〜 lit. Charlotte Radio: Registro de actividades del Consejo Estudiantil de Nao Tomori?) consto de 13 transmisiones semanales entre el 6 de julio y el 28 de septiembre de 2015 en Niconico. El programa también estuvo disponible a través de la estación de radio Hibiki y Onsen, y fue presentado por Ayane Sakura (la voz de Nao). Se lanzaron dos volúmenes de compilación en CD del programa entre el 30 de septiembre de 2015 y el 27 de enero de 2016.

## Recepción
En una reseña de Anime News Network, la crítica Gabriella Ekens elogió la serie por "esculpir momentos singulares y evocadores", pero continuó diciendo que "surge un problema cuando intentas vincularlos a una imagen más grande". Ekens criticó el ritmo y la estructura del programa, calificándolo de "ineficiente... colección de ideas narrativas en expansión" y comparándolo diciendo: "AnoHana se convirtió repentinamente en Darker than Black". Ekens también señala que su propósito temático "parece ser la oportunidad de Jun Maeda para la elaboración melodramática de los dilemas emocionales planteados por Puella Magi Madoka Magica". En general, Charlotte fue elogiada por su valor de entretenimiento y su imprevisibilidad, pero "decepciona como obra de arte". Al principio, Ekens describió la serie como una "sincronización cómica aguda", y en el episodio cuatro, elogió los elementos cómicos como "mucho más divertidos que en Plastic Memories. Ella continuó diciendo que "es tonto, pero me gusta por las mismas razones por las que me gustó la comedia de Owari no Seraph. Chris Beveridge de The Fandom Post encontró la imprevisibilidad de Charlotte como "cautivadora" y su animación la describió como "hermosa". Ekens elogió a P.A. Works por su dirección dinámica y "cinematografía expresiva" que ofrece "una estética distinta y agradable.
En una columna en el portal Mantanweb de Mainichi Shimbun, Charlotte fue elogiada por el equilibrio que logra para llegar a una amplia audiencia, desde "fanáticos centrales" del anime hasta espectadores casuales, en lo que respecta a su uso creativo de personajes peculiares junto con un escenario enfocado en resolver problemas. La columnista Ryō Koarai elogió la serie por atraer al espectador desde el primer episodio debido a la personalidad sorprendente y poco ortodoxa de Yuu en contraste con cómo usa su habilidad sobrehumana en su vida diaria. El escritor Seiji Nakazawa elogió a Charlotte por desafiar el estereotipo del "anime moe" a primera vista y por ser lo que él describe como un "drama humano". Señala que Charlotte está escrita de la misma manera que los trabajos anteriores de Maeda al insertar bromas entre momentos serios para ofrecer algo de alivio al espectador. Si bien Nakazawa admite que algunos pueden encontrar los chistes de la serie demasiado cursis, él los encuentra aceptables y los compara con un limpiador de paladar.
Los siete volúmenes recopilactorios de Blu-ray se ubicaron entre los 15 primeros en la lista de ventas semanales de Blu-ray de Oricon de Japón para animación: el volumen uno se ubicó en el puesto número 1, el volumen dos en el puesto 9, el volumen tres ocupó en el puesto 9, el cuarto volumen se clasificó en el número 4, el volumen cinco fue clasificado en el número 10, el volumen seis ocupó el número 13, y volumen siete llegó hasta el puesto 3. El sencillo con los temas de apertura y cierre "Bravely You / Yakeochinai Tsubasa" debutó en el puesto número 4 en la lista de singles semanales Oricon de Japón, vendiendo más de 23.000 copias en su primera semana de ventas. El sencillo de How-Low-Hello "Rakuen Made / Hatsunetsu Days" debutó en el número 9 en la lista de sencillos de Oricon, vendiendo alrededor de 9.300 copias en su primera semana de ventas. El álbum de How-Low-Hello Smells Like Tea, Espresso debutó en el puesto 12 en la lista de álbumes de Oricon, vendiendo alrededor de 9.500 copias en su primera semana de ventas. El sencillo "Trigger" de Zhiend debutó en el puesto número 11 en la lista de sencillos de Oricon, vendiendo alrededor de 14.000 copias en su primera semana de ventas. El álbum de Zhiend, Echo, debutó en el número 4 en la lista de álbumes de Oricon, vendiendo alrededor de 10,300 copias en su primera semana de ventas. La banda sonora original de Charlotte debutó en el número 9 en la lista de álbumes de Oricon, vendiendo alrededor de 6,600 copias en su primera semana de ventas.